# Vappodes
Vappodes es un género con 12 especies de orquídeas. Ahora considerado sinónimo del género Dendrobium. Son medianas o grandes plantas epífitas que se encuentran en lugares abiertos y soleados de Australia y Nueva Guinea. Se caracteriza por una inflorescencia con numerosas flores, grandes y coloridas.

## Descripción
Las especies son medianas a grandes, epífitas o litófitas con delgados pseudobulbos cilíndricos o en forma de huso, de color verde o púrpura, con una docena de hojas coriáceas, ovales o lanceoladas , y una inflorescencia erecta y larga que forma un racimo con unas pocas a decenas de grandes flores, coloridas y de larga vida.

## Distribución y hábitat
Se encuentran sobre los árboles y en las rocas en lugares abiertos, soleados, húmedos para esos lugares secos. Se encuentran en Nueva Guinea, Queensland (Norte de Australia) y las islas cercanas.

## Sinonimia
Han sido segregadas del género Dendrobium Sw.

## Taxonomía
El género Vappodes fue segregado de Dendrobium Sw. (1799) por M.A.Clem. & D.L.Jones en 2002. Pero ay cambios más recientes.
Su especie tipo es Vappodes bigibba.. El género cuenta actualmente con siete especies.

## Especies
Ahora Dendrobium affinis, etc.
- Vappodes affinis (Decne.) M.A.Clem. & D.L.Jones (2002)
- Vappodes bigibba (Lindl.) M.A.Clem. & D.L.Jones (2002)
- Vappodes dicupha (F.Muell.) M.A.Clem. & D.L.Jones (2002)
- Vappodes leeana (O'Brien) M.A.Clem. & D.L.Jones (2002)
- Vappodes lithocola (D.L.Jones & M.A.Clem.) M.A.Clem. & D.L.Jones (2002)
- Vappodes phalaenopsis (Fitzg.) M.A.Clem. & D.L.Jones (2002)
- Vappodes striaenopsis (M.A.Clem. & D.L.Jones) M.A.Clem. & D.L.Jones (2002)